# China e as Nações Unidas
A China é membro fundador da Organização das Nações Unidas e um dos cinco membros permanentes de seu Conselho de Segurança. 
Uma das nações vitoriosas na Segunda Guerra Mundial (mais precisamente na Segunda Guerra Sino-Japonesa), a República da China aderiu às Nações Unidas em sua fundação em 1945. Contudo, a subsequente eclosão da Guerra Civil Chinesa em 1949 deu origem à República Popular da China, que em pouco tempo assumiu o controle sobre grande parte da China continental, fazendo o governo anterior recuar para a Ilha Formosa (Taiwan). A política de "Uma China", adotada posteriormente pelos dois governos, passou a prescrever dupla representação diplomática. Porém, no cenário da Guerra Fria e da Coreia, os Estados Unidos opuseram-se radicalmente à substituição da República da China pelo governo comunista de Pequim, defendendo também que Taiwan reconhecesse a independência da Mongólia em 1961. Apesar dos protestos dos Estados Unidos, outros países como Reino Unido e França reconheceram a República Popular da China como representante do povo chinês perante as Nações Unidas, mas o voto seria derrubado pela "Resolução 1668" - que modificava o procedimento de eleição na organização.
Em meio à Ruptura sino-soviética, Richard Nixon reabriu negociações com o Líder Comunista Mao Tsé-Tung através de uma visita confidencial de Henry Kissinger a Zhou Enlai. Em 25 de outubro de 1971, a Assembleia Geral das Nações Unidas aprovou a moção da Albânia para o reconhecimento da República Popular da China, o que vinha sendo apoiado por diversas nações comunistas (incluindo a União Soviética) e países não alinhados (como a Índia). Após a entrada da China nas Nações Unidas, Nixon visitou o país dando início à chamada "Normalização" nas relações sino-americanas. Desde então, a República da China têm buscado maior reconhecimento em vários organismos internacionais, ainda que sob boicote da República Popular da China.

## Atividade

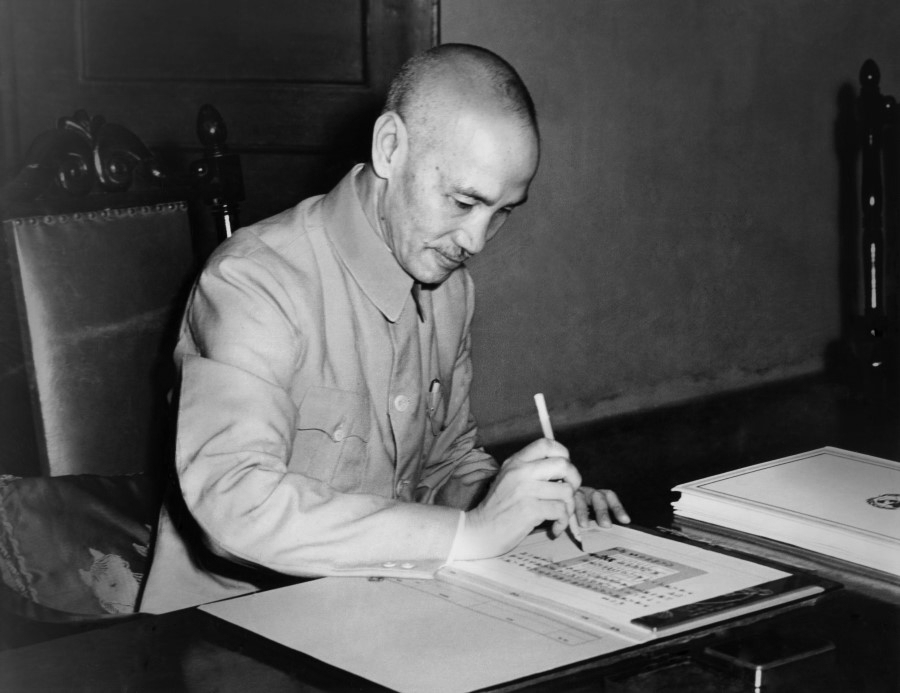
Chiang Kai-shek, representando a China, foi o primeiro signatário da Carta das Nações Unidas em 24 de agosto de 1945.

Em 1955 a República da China fez o único uso de seu poder de veto, quando refreou a admissão da Mongólia às Nações Unidas por considerar esta região pertencente à China.
Em dados de 2012, a República Popular da China havia feito uso de seu poder de veto por oito vezes, ainda assim menos do que qualquer outro Membro Permanente do Conselho de Segurança: em 1972, vetou a admissão de Bangladesh (que reconhecia como província do Paquistão); em 1973 vetou a resolução sobre o cessar-fogo na Guerra do Yom Kippur; em 1997 vetou o cessar-fogo na Guatemala (que reconhecia Taiwan como o legítimo governo chinês); em 1999 vetou a expansão da membresia observadora para a Macedônia; em 2007 vetou as sanções propostas à Myanmar por violações de direitos humanos; em 2008 vetou sanções propostas contra o Zimbábue; em 2011 vetou sanções propostas contra a Síria; e em 2012 vetou resolução propondo intervenção militar na Síria.
Em 1943, a República da China foi co-fundadora da Administração das Nações Unidas para Auxílio e Reabilitação (UNRRA) - antes mesmo do estabelecimento da organização, sendo um dos quatro países membros de seu Comitê Central. A agência promovia apoio e serviços em áreas sob ocupação do Eixo. O maior projeto encabeçado pela UNRRA foi o chamado "programa China", com investimentos de mais de 658 milhões de dólares e que levou à abertura de um escritório em Xangai no final de 1944. A operação teria fim em 1948, após cooperar com a Administração Nacional Chinesa de Auxílio e Reabilitação, que veio a ser substituída pelas atividades da Organização Internacional de Refugiados e da Organização Mundial da Saúde.
O diplomata chinês Peng Chun Chang foi vice-diretor do Alto Comissariado das Nações Unidas para os Refugiados em 1948, durante a sessão que redigiu e aprovou a Declaração Universal dos Direitos Humanos. À época, a primeira-dama dos Estados Unidos Eleanor Roosevelt, relatou:
| “ | O Dr. Chang era um pluralista e esforçava com o ideal de que há mais de uma verdade decisiva. A Declaração, ele disse, deveria refletir mais do que simplesmente as ideias do Ocidente e que Dr. Humphrey deveria ser eclético em suas medidas (...) A certa altura, o Dr. Chang sugeriu que o Secretariado passasse alguns meses estudando os fundamentos do Confucionismo! | ” |

A Declaração Universal dos Direitos Humanos foi adotada pela Assembleia Geral das Nações Unidas através da Resolução 217 em 10 de dezembro de 1948, sendo a primeira grande medida internacional após a Segunda Guerra Mundial. A República da China foi um dos 48 países que votaram a favor de sua adoção.

## História

### República da China (1945–1971)
A República da China foi membro pleno das Nações Unidas e um dos cinco Membros Permanentes de seu Conselho de Segurança de 1945 a 1971, tendo sido um dos membros fundadores e o primeiro país a assinar a Carta das Nações Unidas em agosto de 1945. 
Os "Quatro Grandes" vencedores da Segunda Guerra Mundial (República da China, União Soviética, Reino Unido e os Estados Unidos) foram membros fundadores da Organização que redigiram a Carta das Nações Unidas em 1944, ratificada posteriormente em 26 de junho de 1945 por representantes de cinquenta nações. Em reconhecimento de sua longa luta contra as Forças do Eixo e a invasão japonesa, a China recebeu o direito de ser o primeiro país a assinar o documento. O presidente estadunidense Franklin Roosevelt comentou os esforços chineses na Segunda Guerra e afirmou seu desejo em permitir que o país "desempenhe seu papel apropriado na manutenção da paz e prosperidade" no planeta. Desta forma, apesar da oposição de outros líderes do Ocidente - como o Primeiro-ministro britânico Winston Churchill - a China tornou-se um Membro Permanente do Conselho de Segurança.
Em 1949, o Partido Comunista da China venceu a Guerra Civil instaurada no país e estabeleceu oficialmente o governo da República Popular da China, aclamando-se a si mesmo como o único e legítimo governo do povo chinês. A República da China, então, refugiou-se em Taiwan (sob seu controle desde o fim da guerra em 1945), ocupando também as ilhas de Quemoy e Matsu. Até 1991, a República da China também reivindicava para si a legitimidade do governo chinês, sendo que esta reivindicação era amplamente defendida pelos Estados Unidos durante as décadas de 1950 e 1960 - no contexto da Guerra Fria. Enquanto a República Popular da China era aliada à União Soviética, os Estados Unidos buscaram boicotar o bloco comunista de adquirir mais um assento no Conselho de Segurança. Em protesto à exclusão de Pequim, o governo soviético boicotou a organização entre janeiro e agosto de 1950. 
A República da China levou suas disputas com a União Soviética às Nações Unidas após a violação do Tratado de Amizade e Aliança Sino-Soviético em 1949; e como resultado, a Assembleia Geral aprovou as Resoluções 291 e 292, delegando a disputa ao "Comitê Interino da Assembleia Geral para exames e estudos". Em 1952, a organização entendeu que o governo soviético havia impedido o governo chinês de retomar a Manchúria após a rendição japonesa além de apoiar militar e economicamente o Partido Comunista Chinês com o Governo Nacional da China. A resolução que desaprovou as medidas da União Soviética foi aprovada por 25 votos a favor, 9 votos contrários e 24 abstenções. A resolução acabou por reafirmar a República da China como "Governo central da China".
A República da China usou seu poder de veto somente uma vez. Em reconhecimento a violação soviética do Tratado de Amizade e Aliança, o governo chinês recusou-se a reconhecer a independência da Mongólia. Além disto, vetou a adesão do país às Nações Unidas em 13 de dezembro de 1955, alegando que esta seria parte da China como Mongólia Exterior. A Mongólia voltou a requerer uma adesão pela organização, mas foi novamente bloqueada pelo Ocidente durante as disputas da Guerra Fria. A Resolução 918 da Assembleia Geral, aprovada em 8 de dezembro de 195, havia recomendado a admissão de uma lista pronta de dezoito países. Em dezembro de 1955, o Conselho de Segurança adotou um compromisso proposto pela União Soviética, admitindo dezesseis países a entrar na organização, porém, excluindo Mongólia e Japão. A Mongólia seria admitida somente em 1961, quando a União Soviética concordou em suspender seu veto contra a admissão da Mauritânia. 

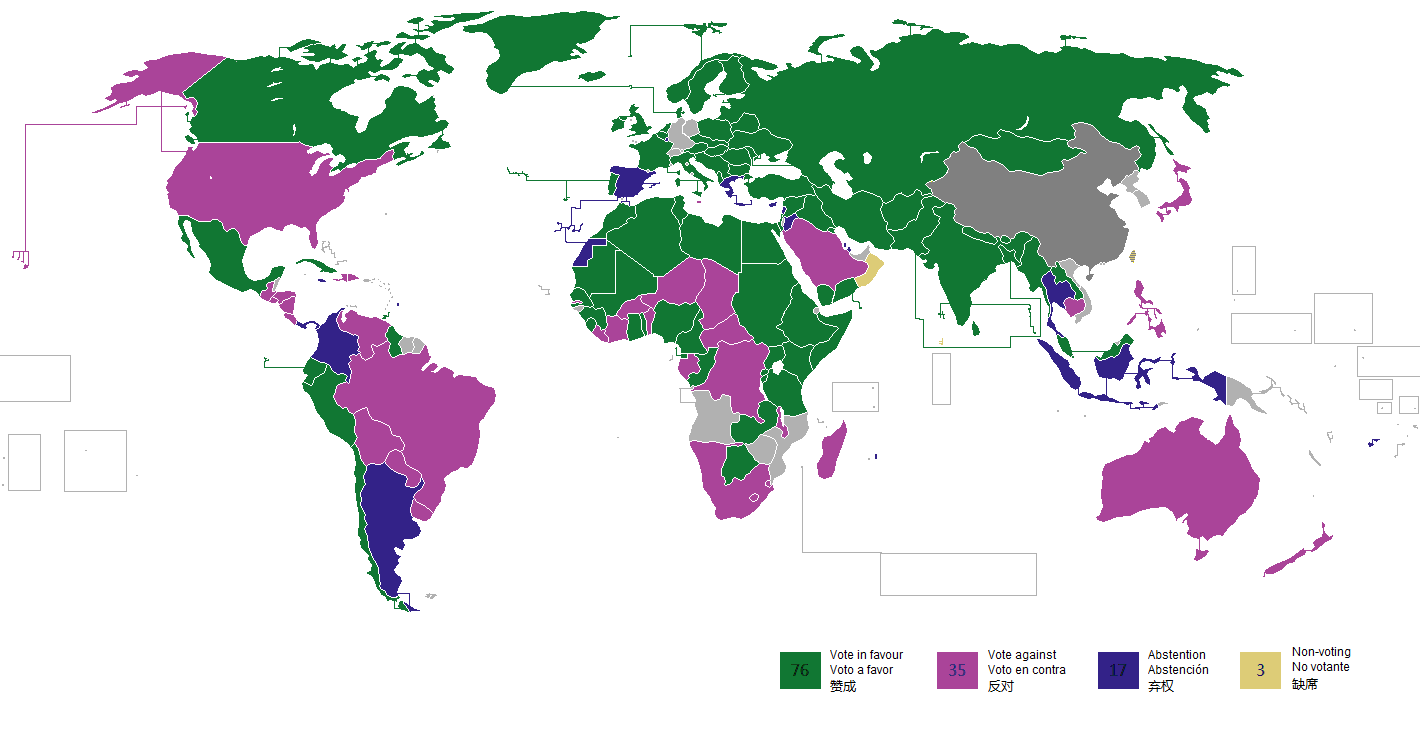
Resultados das votações pela "Resolução 2758" de 1971.
Votos a favor. (76)
Votos contra. (35)
Abstenções (17)
Não votaram. (3)

A partir de 1960, nações aliadas a República Popular da China, lideradas pela República Popular da Albânia de Enver Hoxha, moveram uma resolução para expelir "representantes de Chiang Kai-shek" - numa referência clara à República da China - e permitir que Pequim representasse oficialmente o povo chinês na organização. Em represália, os Estados Unidos votaram contra cada proposição desta resolução.
A admissão de nações recém-independentes ao longo da década de 1960 gradualmente mudou o posicionamento da Assembleia Geral com relações a países do Oriente. Não somente países recentes, como também a maioria dos países ocidentais passaram a objecionar um reconhecimento da República Popular da China. Reino Unido, Suíça, Suécia e França reconheceram Pequim em detrimento de Taipei nos anos seguintes. No início da década de 1970, Canadá, Turquia e Brasil estabeleceram relações diplomáticas com a República Popular da China. No final da década, mais especificamente em 1979, seria a vez de Portugal enviar seus embaixadores a Pequim.

### República Popular da China (1973 - presente)

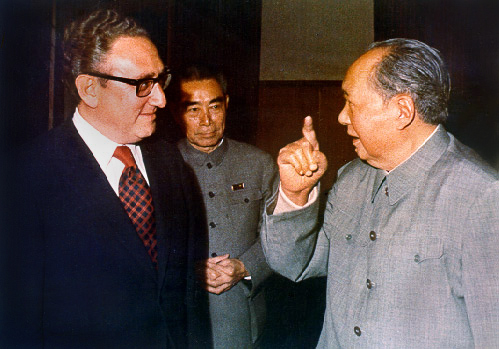
As conversações entre China e Estados Unidos durante a década de 1970 possibilitaram um maior entendimento de Pequim com as Nações Unidas. Na foto, Henry Kissinger e o líder chinês Mao Tsé-Tung.

A República Popular da China foi admitida nas Nações Unidas em 1971 em sua 21ª tentativa de adesão, tendo recebido 76 votos a favor, 35 contrários e 17 abstenções. Em contraste com as tática adotadas pela República da China para manter-se na organização, a República Popular da China entende suas divergências ideológicas e seus interesses nacionais como superiores às obrigações internacionais para com as Nações Unidas como sua agenda internacional nas subsequentes votações, especialmente quando conflitos militares sugerem uma intervenção militar em alguns dos mais opressivos e totalitários regimes políticos ou indicam uma ação das forças de paz. Independentemente de sua posição política ou intenção, a República Popular da China costuma resumir-se a votar sempre contra o voto dos Estados Unidos. 
Nas décadas de 1960 e 1970, o Paquistão - então aliado dos Estados Unidos sob a presidência de Ayub Khan - fazia uma espécie de ponte diplomática da China com as Nações Unidas e então com os Estados Unidos no contexto da ruptura sino-soviética. Estas visitas secretas entre diplomatas americanos e chineses foram os primórdios do restabelecimento de relações entre os dois países nos anos seguintes. Em 1971, Henry Kissinger visitou secretamente a China através de uma visita ao Paquistão. 
Desde a década de 1980, mais especificamente desde 1989, através de monitoramento severo as organizações de direitos humanos ligadas às Nações Unidas têm encorajado a China a avançar em seu princípios de não interferência e participar em resoluções contra abusos de direitos humanos em outros países do globo, além de exigir a aceitação de uma adequação chinesa aos padrões internacionais estabelecidos. Ainda assim, o governo chinês prossegue com políticas de perseguição a dissidentes políticos, por exemplo. No campo dos direitos humanos, a China têm tido uma barreira entre seu robusto crescimento econômico e a igualdade social. Em 1995, os chineses receberam 43% dos votos da Assembleia Geral e em 2006, receberam 82%.